# Dasyhelea pictiventris
Dasyhelea pictiventris är en tvåvingeart som först beskrevs av Jean-Jacques Kieffer 1911.  Dasyhelea pictiventris ingår i släktet Dasyhelea och familjen svidknott. Inga underarter finns listade i Catalogue of Life.